# Ligue 1 (Elfenbeinküste) 2022/23
Die Ligue 1 (Elfenbeinküste) 2022/23 ist die 65. Saison der höchsten Fußballspielklasse des Landes. Ausgetragen und organisiert wird die Liga vom Fußballverband der Elfenbeinküste. Am Spielbetrieb nehmen 16 Mannschaften teil. Titelverteidiger ist der ASEC Mimosas aus Abidjan.

## Teilnehmende Mannschaften
| Mannschaft                                  | Standort     | Stadion                         |
| ------------------------------------------- | ------------ | ------------------------------- |
| Académie de Football Amadou Diallo-Djékanou | Abidjan      | Stade Municipal d’Abidjan       |
| ASEC Mimosas                                | Abidjan      | Stade Félix Houphouët-Boigny    |
| Bouaké FC                                   | Bouaké       | Stade Robert Champroux          |
| AS Denguélé                                 | Odienné      | Stade El Hadj Mamadou Coulibaly |
| AS Indenié Abengourou                       | Abengourou   | Stade Robert Champroux          |
| CO Korhogo                                  | Korhogo      | Stade Municipal de Korhogo      |
| Limane Yacouba Sylla FC                     | Sassandra    | Stade Robert Champroux          |
| USC Bassam                                  | Grand-Bassam | Stade Municipal de Bassam       |
| Racing Club d’Abidjan                       | Abidjan      | Stade Robert Champroux          |
| SO Armée                                    | Yamoussoukro | Stade Charles Konan Banny       |
| SOL FC                                      | Abobo        | Stade Robert Champroux          |
| FC San Pédro                                | San-Pédro    | Stade Municipal San-Pédro       |
| SC Gagnoa                                   | Gagnoa       | Stade Victor Biaka-Boda         |
| Stade d’Abidjan                             | Abidjan      | Stade Municipal d’Abidjan       |
| Stella Club d’Adjamé                        | Abidjan      | Stade Robert Champroux          |
| ES Bafing                                   | Abidjan      | Stade Robert Champroux          |

## Tabelle
Stand: Saisonende 2022/23
| Pl. | Verein                                      | Sp. | S  | U  | N  | Tore    | Diff. | Punkte |
| --- | ------------------------------------------- | --- | -- | -- | -- | ------- | ----- | ------ |
| 1.  | ASEC Mimosas (M)                            | 30  | 17 | 12 | 1  | 037:140 | +23   | 63     |
| 2.  | SO Armée                                    | 30  | 14 | 12 | 4  | 045:240 | +21   | 54     |
| 3.  | FC San Pédro                                | 30  | 15 | 6  | 9  | 039:260 | +13   | 51     |
| 4.  | SC Gagnoa                                   | 30  | 14 | 7  | 9  | 036:310 | +5    | 49     |
| 5.  | Académie de Football Amadou Diallo-Djékanou | 30  | 11 | 14 | 5  | 028:160 | +12   | 47     |
| 6.  | Racing Club d’Abidjan                       | 30  | 11 | 10 | 9  | 048:410 | +7    | 43     |
| 7.  | Stella Club d’Adjamé                        | 30  | 12 | 7  | 11 | 030:230 | +7    | 43     |
| 8.  | Stade d’Abidjan                             | 30  | 11 | 7  | 12 | 031:340 | −3    | 40     |
| 9.  | SOL FC                                      | 30  | 10 | 8  | 12 | 027:290 | −2    | 38     |
| 10. | AS Denguélé                                 | 30  | 10 | 6  | 14 | 030:360 | −6    | 36     |
| 11. | Limane Yacouba Sylla FC                     | 30  | 7  | 14 | 9  | 031:330 | −2    | 35     |
| 12. | CO Korhogo                                  | 30  | 7  | 10 | 13 | 027:400 | −13   | 31     |
| 13. | Bouaké FC                                   | 30  | 7  | 10 | 13 | 025:420 | −17   | 31     |
| 14. | AS Indenié Abengourou                       | 30  | 7  | 9  | 14 | 022:370 | −15   | 30     |
| 15. | ES Bafing                                   | 30  | 7  | 8  | 15 | 025:400 | −15   | 29     |
| 16. | USC Bassam                                  | 30  | 5  | 10 | 15 | 024:390 | −15   | 25     |

Zum Saisonende 2022/23: